# Pradeep
Pradeep Pardeep (ur. 4 sierpnia 1993) – indyjski zapaśnik walczący w stylu wolnym. Mistrz Igrzysk Azji Południowej w 2016. Jedenasty na igrzyskach wojskowych w 2015. Brązowy medalista mistrzostw Wspólnoty Narodów w 2013.